# Lodowiec Folgefonna

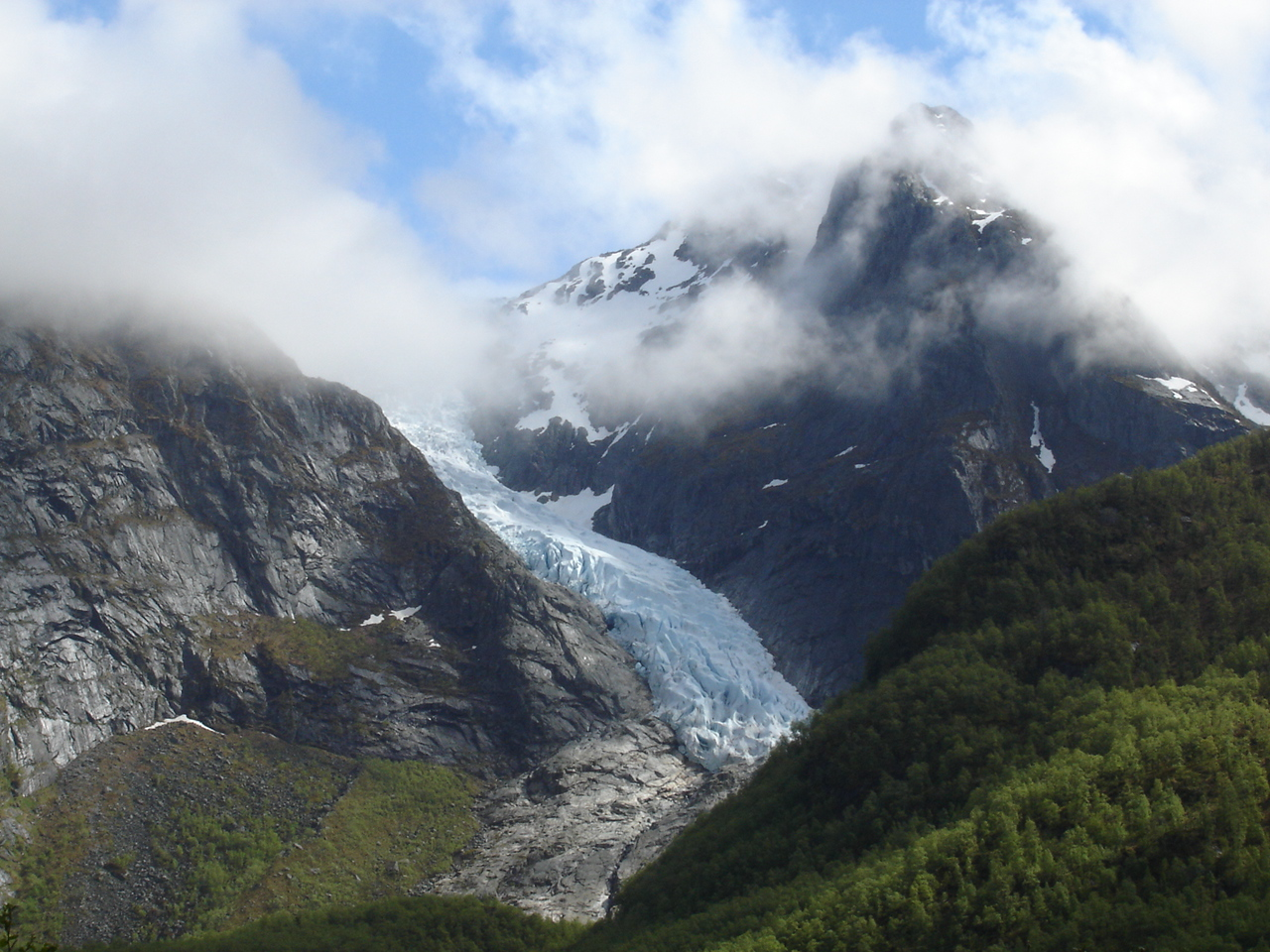
Bondhusbreen – jęzor lodowca Folgefonna

Lodowiec Folgefonna – lodowiec znajdujący się na terenie Hordaland w Norwegii. Jego powierzchnia wynosi 214 km², co daje mu trzecie miejsce pod względem wielkości (zaraz po Jostedalsbreen i Vestre Svartisen). Lodowiec dzieli się na następujące części: północna Folgefonna 25  km², środkowa Folgefonna 9  km² i południowa  Folgefonna 180 km².

## Położenie
Lodowiec jest położony górskim rejonie na Półwyspie Folgefonna pomiędzy  Sørfjord na wschodzie, Åkrafjord na południu i Hardangerfjord na zachodzie.  Lodowiec leży na terenie gmin Jondal, Ullensvang, Odda, Etne i Kvinnherad, które należą do  Hordaland Fylke.
Najwyższy punkt lodowca jest położony na wysokości 1662 m n.p.m., a najniższy 400 m n.p.m. Folgefonna ma wiele jęzorów, m.in. Bondhusbreen, Blomsterskardsbreen i Buerbreen.

## Park Narodowy Folgefonna
Od 29 kwietnia 2005 Folgefonna jest 25. parkiem narodowym w Norwegii. Park obejmuje swoim obszarem cały lodowiec wraz z otaczającymi go krainami, co daje mu powierzchnię 545,2  km².

## Pochodzenie
Lodowiec Folgefonna nie jest pozostałością żadnego ze zlodowaceń. Po zakończeniu ostatniego zlodowacenia lód szybko się wycofał i cały się stopił. Dopiero 5000 lat temu, podczas okresu niskich temperatur i wysokich opadów utworzyła się północna część lodowca (Nordre Folgefonna). Pozostałe części lodowca pochodzą z tego samego okresu i powstały w podobny sposób.

## Tunel Folgefonna (Folgefonntunellen)
W górach, pod lodowcem wybudowano tunel, długości 11,13km (bezpłatny), który został otwarty w 2001 roku. Tunel łączy gminy Kvinnherad i Odda.